# Hendecasis minutalis
Hendecasis minutalis là một loài bướm đêm trong họ Crambidae.